# Pycnonotus
Pycnonotus – rodzaj ptaków z rodziny bilbili (Pycnonotidae).

## Zasięg występowania
Rodzaj obejmuje gatunki występujące w Azji i Afryce.

## Morfologia
Długość ciała 14–29 cm, masa ciała 16–93 g.

## Systematyka
Rodzaj zdefiniował w 1826 roku niemiecki zoolog Friedrich Boie w artykule poświęconym systematyce ptaków opublikowanym w czasopiśmie Isis von Oken. Gatunkiem typowym jest (oznaczenie monotypowe) bilbil białooki (P. capensis).

### Etymologia
Pycnonotus: gr. πυκνος puknos ‘gruby’; -νωτος -nōtos ‘-tyły’, od νωτον nōton ‘tył’.

### Podział systematyczny
Do rodzaju należą następujące gatunki:

- Pycnonotus xantholaemus (Jerdon, 1845) – bilbil żółtogardły
- Pycnonotus penicillatus Blyth, 1851 – bilbil żółtouchy
- Pycnonotus flavescens Blyth, 1845 – bilbil żółtawy
- Pycnonotus leucops (Sharpe, 1888) – bilbil jasnolicy
- Pycnonotus snouckaerti Siebers, 1928 – bilbil krótkodzioby
- Pycnonotus bimaculatus (Horsfield, 1821) – bilbil złotobrewy
- Pycnonotus goiavier (Scopoli, 1786) – bilbil ubogi
- Pycnonotus xanthorrhous J. Anderson, 1869 – bilbil białogardły
- Pycnonotus sinensis (J.F. Gmelin, 1789) – bilbil chiński
- Pycnonotus taivanus Styan, 1893 – bilbil tajwański
- Pycnonotus jocosus (Linnaeus, 1758) – bilbil zbroczony
- Pycnonotus cafer (Linnaeus, 1766) – bilbil czerwonoplamy
- Pycnonotus aurigaster (Vieillot, 1818) – bilbil złotoplamy
- Pycnonotus xanthopygos (Hemprich & Ehrenberg, 1833) – bilbil arabski
- Pycnonotus nigricans (Vieillot, 1818) – bilbil czerwonooki
- Pycnonotus capensis (Linnaeus, 1766) – bilbil białooki
- Pycnonotus barbatus (Desfontaines, 1789) – bilbil ogrodowy
- Pycnonotus leucogenys (J.E. Gray, 1835) – bilbil białolicy
- Pycnonotus leucotis (Gould, 1836) – bilbil białouchy
- Pycnonotus luteolus (Lesson, 1841) – bilbil białobrewy
- Pycnonotus blanfordi Jerdon, 1862 – bilbil kreskouchy
- Pycnonotus conradi (Finsch, 1873) – bilbil malajski
- Pycnonotus zeylanicus (J.F. Gmelin, 1789) – bilbil żółtogłowy
- Pycnonotus davisoni (Hume, 1875) – bilbil birmański
- Pycnonotus finlaysoni Strickland, 1844 – bilbil złotolicy
- Pycnonotus brunneus Blyth, 1845 – bilbil jednobarwny
- Pycnonotus plumosus Blyth, 1845 – bilbil oliwkowy
- Pycnonotus cinereifrons (Tweeddale, 1878) – bilbil szaroczelny
- Pycnonotus pseudosimplex Shakya, Lim, Moyle, Rahman, Lakim & Sheldon, 2019 – bilbil jasnooki
- Pycnonotus simplex Lesson, 1839 – bilbil okularowy